# Bologoje

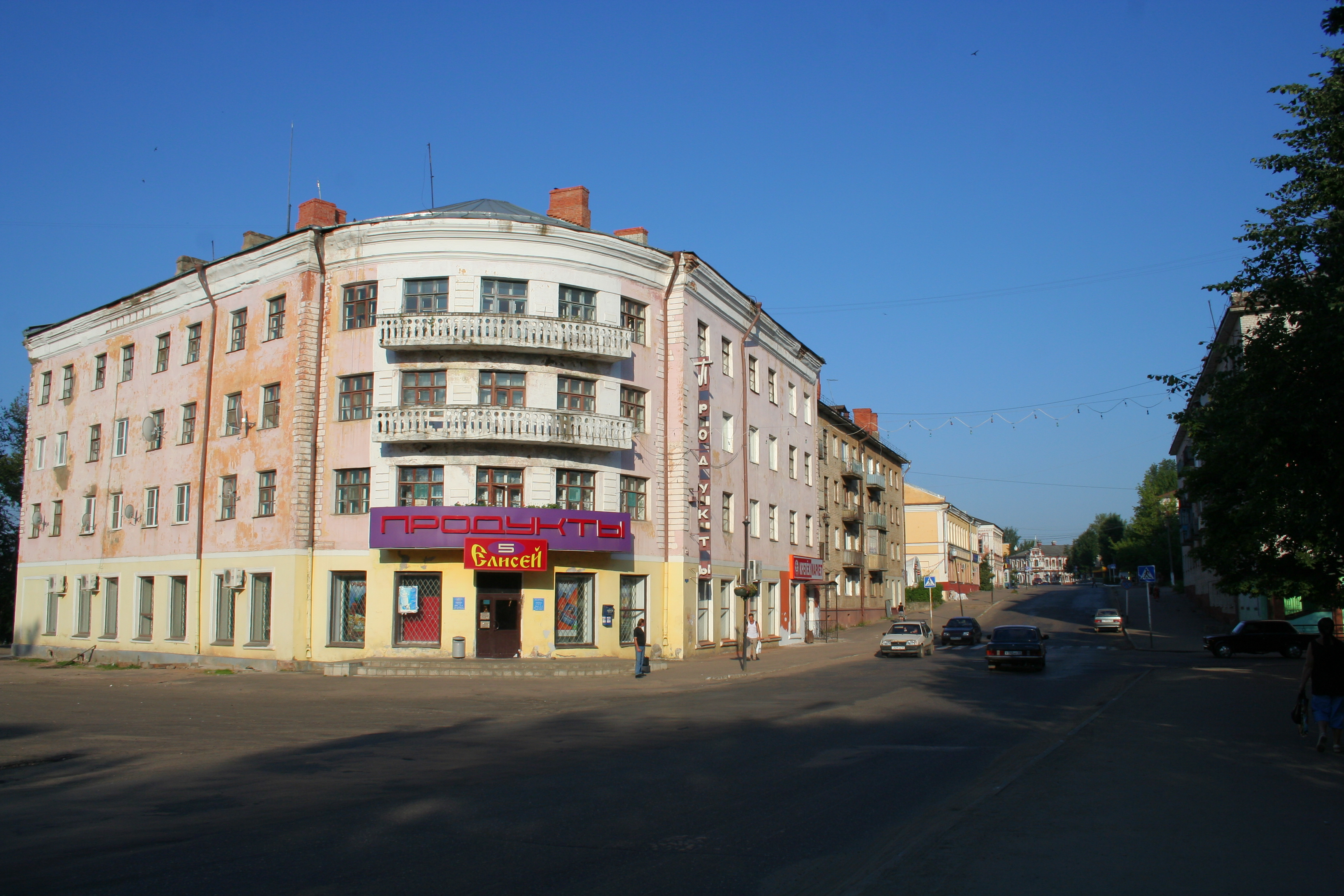
Kirovgatan i Bologoje (2010).

Bologoje (ryska Болого́е) är en stad i Tver oblast i västra Ryssland. Folkmängden uppgick till 21 845 invånare i början av 2015. Staden ligger halvvägs mellan Sankt Petersburg och Moskva och är en viktig järnvägsknut.